# Chartreuse de Crimmitschau
La chartreuse de Crimmitschau ou chartreuse de la Transfiguration de Jésus-Christ est une ancienne chartreuse, située sur la route de Crimmitschau à Werdau, à gauche, entre la route et la Pleiße, en Saxe, en Allemagne.

## Histoire
Vers 1222, Heinrich von Crimmitschau (d) , seigneur de Crimmitschau, fonde un monastère de chanoines réguliers de saint Augustin, sous le vocable de Saint-Sixte, dans le Val-Saint-Martin près de Crimmitschau. L'église Saint-Martin, qui était déjà là, est intégrée au complexe du monastère. Le monastère reçoit l'église Saint-Laurent de Crimmitschau (de), la chapelle du château de Schweinsburg (de) et la chapelle Saint-Pierre à Langenbernsdorf. Les augustins doivent faire la messe dans ces églises et s'occuper de la pastorale. Le monastère est ruiné par les Hussites en 1430.
En 1478, la veuve de Frédéric II de Saxe, Marguerite d’Autriche, duchesse douairière de Saxe, en reconnaissance du sauvetage de leurs fils enlevés et Hans Federangel (†1486), seigneur de Crimmitschau, l’unissent aux chartreux avec l'autorisation de l'évêque de Naumbourg; Ils en prennent aussitôt possession, avec l'approbation du pape Sixte IV. Le chapitre général de 1480 leur impose le nom de «Maison de la Transfiguration-de-Jésus-Christ, du Val-Saint-Martin, en terre de Misnie.» 
Les moines chartreux ne s'occupant pas de la pastorale, la communauté n'est plus autorisée à visiter l'église Saint-Martin dans le quartier du monastère. Une nouvelle église doit être construite, d'ou le nom de Neukirchen.
Les derniers prieurs semblent être passés au luthéranisme. En 1527, le monastère est pillé par les luthériens. En 1528, il est en la possession de Jean-Frédéric Ier de Saxe, électeur de Saxe, un administrateur laïque est nommé. Plus tard, la propriété est vendue. 
De 1548 à 1560, Crimmitschau est la propriété de Jean de Bore, père de Catherine de Bore, épouse de Luther de 1525 à 1546.

## Prieurs
Le prieur est le supérieur d'une chartreuse, élu par ses comprofès ou désigné par les supérieurs majeurs.
- 1478 : Jodocus ou Jost ou Josse Christen (†1500), recteur de Konradsburg (1477), prieur d'Erfurt, premier recteur, puis premier prieur.
- Gerlac (†1485)
- ?-1525 : Tilmann Mosen, ancien professeur et recteur de l'université de Trèves, profès d'Eppenberg, prieur de différentes maisons, joua un grand rôle dans la Province d'Allemagne à l'époque de la Réforme.
- 1525 : Henri Tilburg
- 1527 : Jean